# John Hartnell
John Hartnell (Gillingham, c. 1820-Isla Beechey, 4 de enero de 1846) fue un marinero británico de la Royal Navy. Formaba parte de la tripulación de la Expedición Franklin de 1845, a bordo del HMS Erebus. Fue una de las primeras bajas que sufrió el grupo, muriendo probablemente por carencia de zinc y desnutrición durante el primer año de la expedición.
Fue enterrado en la isla Beechey, junto a John Torrington, que se había convertido pocos días antes en la primera víctima mortal de la expedición el día de Año Nuevo de 1846, y William Braine, que murió tres meses después, el 3 de abril.
En aquella época, la expedición aún no había tenido problemas y podía permitirse enterramientos adecuados en el permafrost ártico. Debido a las condiciones gélidas de la región, se le encontró en un estado extraordinariamente bien conservado cuando una expedición científica exhumó sus restos en 1984 para determinar la causa de su muerte.

## Biografía

### Primeros años
John Hartnell nació en Gillingham, una villa del autoridad unitaria de Medway, en el condado de Kent (Inglaterra), en el seno de una familia de constructores navales. Sus padres eran Thomas y Sarah (de soltera Friar, nacida en 1796) Hartnell, que se casaron en Frindsbury, en el Medway de Kent, el 9 de octubre de 1815, y con quienes vivía en Gillingham en el momento del censo de 1841. Fue bautizado en la iglesia parroquial de Santa María Magdalena de Gillingham el 16 de julio de 1820. Se educó en el oficio de zapatero.

### Expedición Franklin
Junto con su hermano menor Thomas, fue destinado al HMS Erebus como marinero hábil en la expedición Franklin que pretendía cruzar el Paso del Noroeste. Partieron de Greenhithe el 19 de mayo de 1845 con dos barcos, siendo el otro el HMS Terror. Se esperaba que el viaje durase unos tres años, por lo que los barcos iban repletos de provisiones que incluían más de 136 000 libras (unos 62 000 kg) de harina, 3 684 galones imperiales (16 750 litros) de alcohol de alta graduación y 33 000 libras (15 000 kg) de conservas de carne, sopa y verduras en latas cerradas incorrectamente con plomo. Sin embargo, los europeos no volvieron a tener noticias de la expedición después de julio de 1845.

### Muerte y análisis

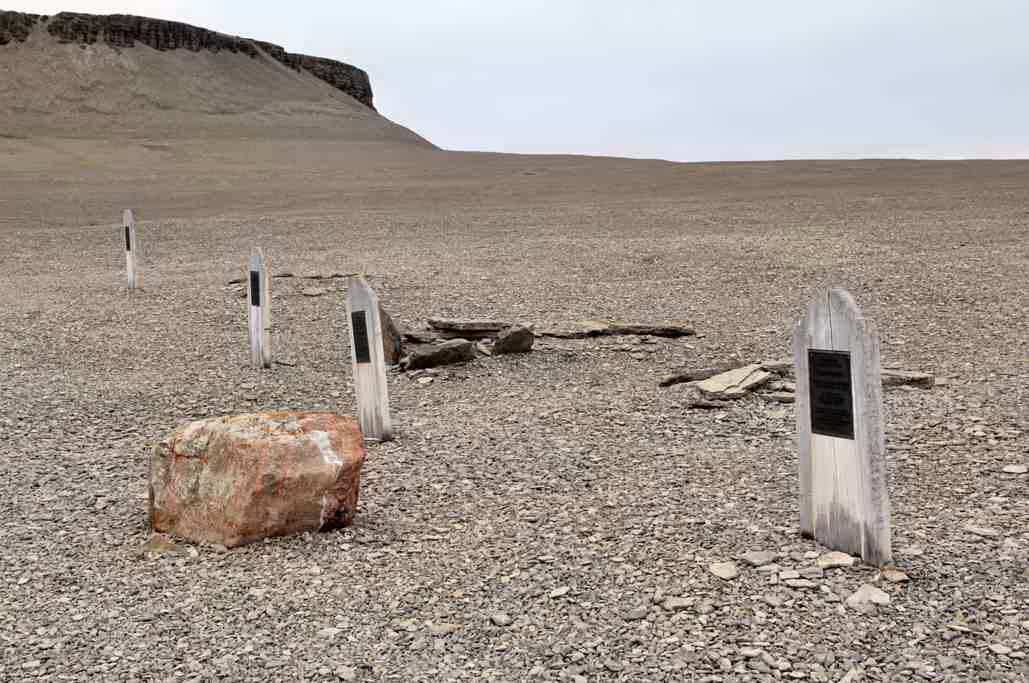
Tumbas de las tres primeras víctimas mortales de la expedición. La de Hartnell es la segunda por la derecha. La cuarta tumba es la de Thomas Morgan, un marinero que murió en 1854 en una de las expediciones de investigación posteriores.

Los informes patológicos sugieren que Hartnell tenía dañado el ojo derecho, y no está claro si esto ocurrió antes o después de su muerte. Según la lápida de su tumba, Hartnell murió en la isla de Beechey, el 4 de enero de 1846, a la edad de 25 años. Fue enterrado con una camisa bordada con las iniciales T.H. y la fecha de 1844, que probablemente perteneció a su hermano Thomas. Era lo suficientemente respetado como para que sus compañeros le dejaran la cabeza descansando sobre una almohada rellena con virutas de la confección de su ataúd. En su lápida se escribió un pasaje bíblico "Así dice el Señor de los Ejércitos: Considerad vuestros caminos" (Libro de Ageo 1, 7).
En 1852, una expedición enviada en busca de Franklin y sus hombres llegó a la isla de Beechey. Al mando de Edward A. Inglefield, la tripulación incluía a un médico, Peter Sutherland. Inglefield publicó un diario en el que informaba de sus hallazgos de las sepulturas de la isla Beechey. Abrieron la tumba de Hartnell y probablemente fue entonces cuando le dañaron el ojo. Como era costumbre entonces, una placa de latón sobre la tapa de los ataúdes llevaba el nombre del difunto, pero faltaba la de Hartnell. La expedición de 1984 sospechó que alguien se la llevó entonces como recuerdo.
En 1984, el profesor de antropología Owen Beattie, de la Universidad de Alberta, y un grupo de científicos llegaron a la isla para examinar los cadáveres y determinar qué pudo haberles ocurrido a los tres hombres cuyas vidas terminaron en esa pequeña mancha de tierra del archipiélago ártico canadiense. Uno de los parientes lejanos de Hartnell, su sobrino bisnieto, el profesor de física Brian Spenceley, era el fotógrafo de la expedición.
Beattie se sorprendió al ver los restos momificados de Hartnell, increíblemente bien conservados, a través del hielo derretido, y se sorprendió aún más al ver que al cuerpo de Hartnell ya se le había realizado la autopsia. Beattie y su equipo también observaron que el ojo derecho de Hartnell parecía dañado más allá del efecto de hundimiento en las órbitas que se habría producido por la descongelación previa. Al retirar el gorro de Hartnell, vieron una gran cantidad de pelo oscurecido por el tiempo, pero originalmente rojizo. Esto fue utilizado para determinar que su cuerpo contenía grandes cantidades de plomo en el momento de su muerte.
Sin embargo, un análisis realizado en 2016 sobre muestras de uñas de manos y pies extraídas a Hartnell determinó que la desnutrición y la deficiencia de zinc podrían haber sido la causa real de su muerte.

## En la cultura popular
Tiene una aparición breve en la novela de 2007, The Terror de Dan Simmons, un relato ficticio de la expedición perdida de Franklin, así como en la adaptación televisiva de 2018, en el que se menciona su entierro junto a otros dos tripulantes en la isla de Beechey.